# 279410 McCallon
279410 McCallon è un asteroide della fascia principale. Scoperto nel 2010, presenta un'orbita caratterizzata da un semiasse maggiore pari a 2,4094609 UA e da un'eccentricità di 0,1097403, inclinata di 15,26269° rispetto all'eclittica.
L'asteroide è dedicato all'ingegnere statunitense Howard McCallon.